# Ataenius oklahomensis
Ataenius oklahomensis är en skalbaggsart som beskrevs av Brown 1930. Ataenius oklahomensis ingår i släktet Ataenius och familjen Aphodiidae. Inga underarter finns listade.